# Джон Стюарт Мил
Джон Стюарт Мил (на английски: John Stuart Mill) е британски философ, логик и икономист, сред основателите на английския позитивизъм и класиците на позитивизма и утилитаризма.

## Биография
Баща му, Джеймс Мил, също философ и икономист, е пламенен последовател на Джереми Бентъм. Двамата, повлияни от френските мислители Хелвеций и Кондорсе, твърдо са убедени във всемогъществото на възпитанието. Бащата на Джон Стюарт Мил активно прилага своите теории във възпитанието на сина си. Мил младши не посещава училище, а учи в дома си с частни учители. По късно заема постове в Източноиндийската компания (1823 – 1858). Депутат е в парламента (1865 – 1868) и член на Либералната партия на Уилям Гладстон.

## Философия
Възгледите на Джон Стюарт Мил се формират под влиянието на британския емпиризъм, чрез съчиненията на Френсис Бейкън, Джордж Бъркли, Дейвид Хюм, Дейвид Рикардо, както и на Имануел Кант и Огюст Конт.
Развива идеята на Френсис Бейкън за активната, научната индукция, разработвайки методите на елиминативната индукция. Ориентира индуктивните методи към разкриване на причинно-следствените зависимости между явленията. Неговото учение за научната индукция е пример как могат да се прилагат принципите на строгия емпиризъм. Според Мил индукцията е „обобщение въз основа на опита“. За да обоснове индукцията, той допуска единствената обща аксиома в своето учение, в която се постулира единството на природата (the uniformity of the course of nature).
Формулировката ѝ гласи, че „…в природата съществуват сходни, паралелни случаи, и това което веднъж е станало ще стане отново при достатъчна степен на подобие на обстоятелствата, и не само отново, а толкова пъти, колкото се повторят същите обстоятелства“, т.е. има еднообразие на реда на природата.
Обаче тук се разбира еднообразие в явленията, а не необходимата връзка между реалните неща в обективната действителност. Така се оказва, че науката е хипотетична, а не априорна, което и той признава. Всъщност индуктивната логика е учение за методите на емпиричната наука (за разлика от абстрактните науки – логика и математика).
Джон Стюарт Мил е привърженик на утилитаризма, етическата теория, чието начало е поставено от неговия кръстник Джереми Бентам.
Под влияние на Бентам за основа на морала смята ползата, или принципа за най-голямото щастие.
Постъпките, които водят към щастие, следва да се оценят като добри, а към нещастие – като лоши.
Под „щастие“ разбира удоволствие и отсъствие на страдание. Мил се стреми да свърже щастието на отделния човек с щастието на другите хора, на цялото човечество и дори всички живи същества.
Към средата на XIX век утилитаристкото учение в продължение на дълги години оказва изключително силно влияние върху британското законодателство и политика, при това при пълното отсъствие на пропаганда, основана на призив към чувствата. Мил е вдъхновен защитник на либерализма. Застъпва се за осигуряване на максимално възможна свобода на личността от държавата. Проявява интерес към работническото движение и утопичния социализъм. Допуска, че частната собственост не е вечна.
Джон Стюарт Мил е един от най-влиятелните философи през втората половина на 19 век.
Неговите изследвания върху индукцията имат пределно значение за развитието на индуктивната логика (вероятностна) в 20 век (Ханс Райхенбах, Рудолф Карнап, Карл Хемпел и др.).

## Възгледи

### Теория на свободата
Трудът на Мил „За свободата“ се отнася до природата и предела на власт, която може да бъде упражнявана законно от обществото върху индивида. Мил развива повече от всеки друг философ темата за принципа за вредата. Принципът за вредата се основава на това, че всеки отделен човек има правото да прави каквото иска, ако неговите действия не вредят на други. Ако действията му се отнасят до самия него, то тогава, само ако директно повлиява на човека, изпълняващ действието, обществото няма право да се намесва, дори да изглежда сякаш действащото лице наранява себе си. Мил обаче твърди, че според принципа за вредата индивидите са възпирани от това да вредят трайно и сериозно на себе си или на тяхната собственост. Понеже никой не съществува изолирано, вредата, направена от един, също така вреди и на други и разрушаването на собственост лишава общността, както и индивида. Мил оправдава тези, които са „неспособни да се самоконтролират“ като малки деца или тези, живеещи в „изостанал стадий на обществото“.
Мил твърди, че деспотизмът е приемлива форма на управление за тези „изостанали общества“, заради бариерите на спонтанния прогрес, стига деспотът да защитава искрено интересите на хората. Въпреки че този принцип изглежда ясен, има няколко усложнения. Например, Мил изрично твърди, че „вредите“ включват пропуски, както и упълномощения. По този начин, неуспехът на индивида да спаси давещо се дете се счита за вреда, каквато е неплащането на данъци или неявяването като свидетел в съда. Според Мил всички тези вредни пропуски могат да бъдат регулирани. Например, не се счита за вреда, ако – без прилагане на сила или измама – засегнатият индивид се съгласи да поеме риск: по този начин личността може законно да предложи несигурна работа на други, ако не е използвана заблуда или лъжа (Мил признава, че има граница на съгласието: обществото не трябва да позволява на хора да продават себе си като роби). В тези и в други случаи е важно да се помни, че аргументите в „За свободата“ са базирани на принципа на ползата, а не са позовани на естествените права.
Въпросът за това какво се смята за действие, отнасящо се само до действащото лице и какви действия, независимо дали са пропуски или упълномощения, представляват вредни действия, предмет на регулация, продължава да вълнува тълкувателите на Мил. Важно е да се подчертае, че Мил не е смятал обидата за вреда; едно действие не може да бъде ограничено, само защото престъпва обичаите или морала на определено общество. Идеята за това обидата да причинява вреда и по този начин да бъде ограничена е по-късно развита от Джоуел Файнберг в неговия „принцип на обидата“ – в основата си продължение на „принципа за вредата“ на Мил.
„За свободата“ съдържа пламенна защита на свободното слово. Мил твърди, че свободните разговори са необходимо условие за интелектуалния и социален прогрес. Той смята, че никога не може да сме сигурни, че едно заглушено мнение не съдържа част истина. Той също така твърди, че разрешаването на излъчването на неверни мнения е продуктивно поради две причини. Първо, хората са по-склонни да изоставят грешни убеждения, ако участват в свободен обмен на идеи. Второ, чрез принуждаване на индивида да преразгледа и потвърди своите убеждения по време на дебата, тези убеждения се предпазват от превръщането им в обикновена догма. За Мил не е достатъчно човек само да има неизследвано от него убеждение, което случайно се оказва истина; човек трябва да разбере защо даденото убеждение е истина.

### Свобода на словото
Влиятелен застъпник на „свободата на словото“, Мил отказва да приеме цензурирането. Той казва:

Аз избирам, по желание случаите, които са най-малко благосклонни за мен – тези, при които аргументът срещу свободното мнение, истината и ползата, се определя като най-силен. Нека оспорваните мнения да бъдат вярата в Господ и в бъдещето или някоя от обикновено приеманите морални доктрини… Но трябва да ми бъде позволено да отбележа, че приемането на непогрешимост не задава сигурността, която една доктрина носи. Важна е задачата да се реши този въпрос „за другите“ без да им бъде позволено да чуят какво се говори от другата страна. Аз отричам и порицавам това право не по-малко, ако това е поставено пред моите най-официални убеждения. Но, разбира се, всяко мнение може да бъде позитивно, не само заради способностите, но и заради гибелните последствия, заради неморалност и незачитане на мнението. В изпълнение на това лично мнение, подкрепен от общественото мнение на страната и своите съвременници, той приема непогрешимостта. От приемането ѝ, било то най-малко осъдително или най-малко опасно, защото мнението е наречено безсмъртно или неблагочестиво, това е случаят при който то е най-фатално, засега.
—John Stuart Mill, On LibertyВ оригинал 
I choose, by preference the cases which are least favourable to me – In which the argument opposing freedom of opinion, both on truth and that of utility, is considered the strongest. Let the opinions impugned be the belief of God and in a future state, or any of the commonly received doctrines of morality... But I must be permitted to observe that it is not the feeling sure of a doctrine (be it what it may) which I call an assumption of infallibility. It is the undertaking to decide that question for others, without allowing them to hear what can be said on the contrary side. And I denounce and reprobate this pretension not the less if it is put forth on the side of my most solemn convictions. However, positive anyone's persuasion may be, not only of the faculty but of the pernicious consequences, but (to adopt expressions which I altogether condemn) the immorality and impiety of opinion. – yet if, in pursuance of that private judgement, though backed by the public judgement of his country or contemporaries, he prevents the opinion from being heard in its defence, he assumes infallibility. And so far from the assumption being less objectionable or less dangerous because the opinion is called immoral or impious, this is the case of all others in which it is most fatal.

### Против робството
През 1850 година Мил изпраща анонимно писмо в опровержение на анонимното писмо на Томас Карлайл (Thomas Carlyle) до Fraser's Magazine for Town and Country. Той защитава робството под предлог за генетична малоценност и твърди, че западното развитие се дължи на британската изобретателност и отхвърля всяка представа за преселени роби с цел изграждане на икономика там. Опровержението на Мил и указанията му на съществуващия дебат в САЩ по време на разглеждане на робството, са категорични и красноречиви.

### За права на жените
Мил е също така известен и като един от най-ранните и силни поддръжници на движението за женски права. Книгата му „Покоряването на жената“ е една от най-ранните, писани на тази тема от мъж. Смята, че потисничеството на жените е сред малкото следи, напомнящи за древни времена, серия от предразсъдъци, които сериозно възпрепятстват прогреса на човечеството.
По времето, когато е живял Мил (1806 – 1873), очакванията към жените, и особено от тези от по-горните класи, били коренно различни от днешните. Те били необразовани и трябвало да бъдат „смирени“ и респектирани от съпруга си. Респектът, който жените трябвало да притежават, засягал не само директно тях и способността им да се омъжват, но и семейната им чест като цяло. Мил смятал „женския въпрос“ за важен и се захванал да пише за женските права. Заради това Мил може да бъде причислен към първите мъже феминисти. В статията си „Подчинението на жената“ той говори за ролята на жената в брака. Там Мил коментира три основни аспекта от женския живот: обществената и полова структура, образованието и брака. Тези три аспекта са силно преплетени и си взаимодействат. Но в своето мнение половата и най-вече обществената структура са тези, които започват „ефектът на доминото“…
Обществото, в което живее Мил, приема само едно нещо за жената, да бъде издигната по такъв начин, че да стане по-атрактивен и достатъчно привлекателен обект за женитба. За жената няма други възможности; тя няма право на образование или кариера, ето защо, ако иска друг шанс за живот извън бащиния си дом, тя има нужда от съпруг. Друг важен факт, който потиска общественото положение на жената и с който Мил се бори, е липсата на образование.
Мил се бори за образованието на жените, основавайки се на много доводи: такъв е, че жената ражда детето и го отглежда. Тъй като жената образова детето, докато то достигне възраст да ходи на училище, това образование е неправилно и неточно, когато самата жена не е образована. Друга идея, която Мил пропагандира, е идеята за жените като възможна част от „работната сила“. Мил казва, че те могат да добавят „маса от психически средства, необходими за по-високите услуги на човечеството“. Според Мил човечеството само ще спечели от образованието на жените, защото добавянето на тяхната мозъчна сила може да бъде използвано в негова помощ. Последният довод е, че и съпрузите ще спечелят от образованието на жените, защото те ще бъдат на „ти“ с бизнеса, в който ще могат да им помагат. Жените нямат права и задължения, когато влизат в брак и мъжете стават техни закрилници, които разполагат с правата и живота им. Мил смята, че съпрузите само могат да са облагодетелствани от образованието на жените, защото по този начин те ще могат да се грижат сами за себе си.
Мил вижда много проблеми в институцията брак като цяло. Той сравнява брака с робството, като не уточнява дали това е по-голямо робство за мъжа или за жената. С това Мил става пионер във влизането на мъжа в света на феминизма и неговите идеи са използвани за борбата на жените за образование и да имат възможността да живеят свой собствен живот, независим от мъжете. Идеите на Мил са оспорени от Ърнест Белфорт Бакс в неговия трактат „Легалното поробване на мъжа“.

## Утилитаризъм
Мил развива идеите на утилитаристичната етика в система, в която утилитаристичните стремежи на отделната личност са ограничени от стремежа за постигане на най-голямото щастие за най-голям брой хора.
Смята ползата за ключова и базисна категория, която се извежда до емпиричния опит и се верифицира в него и която обяснява общественото поведение на човешките индивиди. Като фундаментален принцип ползата формира жизнената позиция и познавателно-оценъчната перспектива, чието наименование е утилитаризъм. Необходимо е да се отбележи, че утилитаризмът е познат на всекидневното равнище на живота, но има и своето историческо идейно развитие. Концепцията на Мил за утилитаризма, изложена в произведението му „Утилитаризъм“ е привличала вниманието на много изследователи. Повечето критики са негативни и дори груби, защото тълпата от невежи, към които се включват не само пишещите по вестници и периодични издания, но и автори на книги с авторитет и претенции, постоянно допускат грешка, когато чуят думата утилитаризъм. Без да знаят нищо за доктрината освен наименованието ѝ те влагат в съдържанието отричането и пренебрегването на удоволствието в различните негови форми: красота, изящество, развлечение. Основна теза в утилитаристката концепция на Мил е естествения стремеж на човешките индивиди към щастие, което се състои преди всичко в избягването и освобождаването от страдание и в получаването на наслада от живота. Желанието, казва Мил, е възможно „да включва в себе си крайна цел или да служи като средство за достигане на крайна цел“. В случая под „крайна цел“ се разбира съществуване, което да е колкото се може по свободно от страдания и по богато на наслади както в количествено, така и в качествено отношение. Така целта определя основния мотив на човешките действия. Като се вземат предвид проблемът за количеството и качеството на наслажденията, проблемът с избора на средствата за достигането на конкретно определената крайна цел (т.е. на самото конкретно наслаждение на конкретния човешки индивид), се вижда, че нещата зависят от самонаблюдението и самопознанието на индивида, от познанието на обстоятелствата и т.н., насочени към преценка и осъществяване на това, което полезно. В такъв смисъл човешките действия в перспектива на полезното се обуславят от рационален избор. Без рационален избор човешките индивиди в условията на обществения живот не биха могли да разграничат фактически злото от доброто, полезното от безполезното за тях самите. Значението на рационалния избор се откроява отчетливо в съпоставка с практиката на, така да се каже, стихийния утилитаризъм и вулгарните разбирания за утилитаризма. Мил подлага на твърде обстойна критика вулгарните според него представи за утилитаризъм. Когато Мил твърди, че концепцията за утилитаризма придава ключово значение на количеството и качеството на насладата, той обръща внимание върху многостранността на човешкото съществуване и неговата пълнота. Грубо утилитарната позиция е свързана с ориентация към низши наслади, които правят човешкото съществуване близко до животинското. Според Мил утилитаризмът се различава от егоизма по преследването на едностранна и неправомерно търсена лична полза. Един нормативно определен утилитаризъм решава проблема за ползата на всеки и на всички. Това осъществяват почиващите на принцип на утилитаризма морал и законова уредба на обществото.
Каноничният израз на утилитаризма на Мил може да се намери в книгата „Утилитаризъм“. Тази философия има дълга традиция, макар че при Мил е преди всичко повлияна от Джереми Бентам и бащата на Мил Джеймс Мил. Най-известното формулиране на утилитаризма от Бентам е познато като „принцип на върховно щастие“. Той смята, че човек трябва винаги да действат така, че да произвежда най-голямото щастие за най-голям брой хора. Основният принос на Мил към утилитаризма е аргументът му за качествено разделение на удоволствията. Бентам третира всички форми на щастието като равни, докато Мил твърди, че интелектуалните и моралните удоволствия са по-висши от физическите форми на удоволствие. Мил прави разлика между щастие и доволство, твърдейки, че първото има по-висока стойност от второто, като казва: „по-добре да бъдеш незадоволен човек, от колкото задоволена свиня; по-добре да бъдеш незадоволен Сократ, от колкото задоволен глупак. И ако глупак, или свиня, са на различно мнение, то е, защото те знаят само собствената си страна на въпроса.“
Мил определя разликата между по-нисшите и по-висшите форми на щастие с принципа, че хората, които имат и двете са склонни да предпочитат едната пред другата. Това е, може би, в директен контраст с изявлението на Бентам, че „кабърчето е толкова добро, колкото поезията“ че, ако проста детска игра като дама дава повече удоволствие на повече хора, отколкото една нощ в операта, е по-логично едно общество да отделят повече средства за разпространение на дамата от построяването на опери. Аргументът на Мил е, че хората, които не са запознати с изкуството, са склонни да предпочитат „простите удоволствия“. Мил подкрепя законодателството, което би предоставяло допълнителен глас на по-образованите с мотива, че те са в по-добра позиция да преценят какво би било най-добре за обществото.

## Икономическа философия
Произведението, в което разглежда своите икономически възгледи, е „Принципи на политическата икономия“.
Ранната икономическа философия на Мил е философия на свободните пазари. Също така той приема намеса в икономиката като данък върху алкохола, ако са налице достатъчно утилитарни причини. Мил приема също така принципа на законно посредничество с цел благосъстояние на животните. По начало той вярва, че равенството при „облагане с данъци“ означава равенство при „продаване на загуба“ и че прогресивното облагане с данъци наказва онези, които работят и спестяват повече, а следователно е и „лека форма на разбойничество“.
Мил се съгласява унаследяването да бъде облагано с данъци след като се дават данъчни отстъпки за богатите. Едно утилитарно общество би се съгласило, че всички трябва да са равни по един или друг начин. Ето защо получаването на наследство би било един начин, начело на едно общество, само ако се облага с данъци самото получаване на наследство. Онези, които даряват трябва да обмислят и внимателно да изберат къде да отиват парите им. Някои благотворителности си заслужават повече от други. Определяйки обществените благотворителни бордове като правителство ще разпределят парите по равно. В същото време частен благотворителен борд като църква би разпределил парите честно на онези, които имат повече нужда от други.
По-късно той променя възгледите си с по-социална насоченост, добавяйки глави към неговите Принципи на политическа икономия с оглед на един социален мироглед и защитавайки някои социални каузи. В рамките на тази подобрена работа той прави радикалното предложение цялата система за възнаграждение да бъде премахната в полза на кооперативна система за възнаграждение. Въпреки това, някои от възгледите му относно идеята за плоското данъчно облагане си остават, дори и в смекчена форма.
Публикувани за първи път през 1848 г., „Принципите на политическата икономия“ на Мил, е една от най-широко разпространените и четени книги на икономическа тематика за периода. Както Wealth of Nations в един по-ранен период, така и Принципите на Мил доминират при икономическото преподаване. Що се касае до Оксфордския университет, текстът е бил стандартен до 1919. Текстът, който го замества, е написан от Алфред Маршал.

## Възгледите на Мил относно околната среда
Мил демонстрира ранна интуиция спрямо стойността на естествения свят, особено в книгата „Принципи на политическата икономия“, 6 глава „Of the Stationary State“, в която Мил разпознава богатството отвъд материалното и спори за това, че логическото заключение за безкрайния ръст представлява разруха на околната среда и намалено качество на живот.

## Мил и България
Константин Иречек отбелязва философското влияние на Джон Стюарт Мил в Следосвобожденска България.